# Andreaea
Az Gránitmohák (Andreaea) nemzetsége egy lombosmoha nemzetség az Andreaeaceae családon belül. Johann Gerhard Reinhard (1724-1793) hannover-i gyógyszerész írta le ezt a moha csoportot.

## Megjelenésük
A gránitmohák tömöttebb vagy lazább párnákat alkotva nőnek sziklákon. Szárazon nagyon törékenyek a növénykék. Színük vöröses, barnás vagy feketés  a levelükben felhalmozódott festékanyagok miatt. Ebbe a nemzetségbe tartozó fajok általában kisméretűek, néhány centiméteresek, de vannak nagyobb méretű fajok is. Acrocarpok, azaz csúcstermőek: sporofitont a hajtás végén fejlesztenek. Száruk felálló, kevés oldalággal. A levelük tojásdad vagy lándzsás alakú, fokozatosan vagy hirtelen hegyesedik ki. A levélér lehet erős és hiányozhat is. A levelek nem egyforma nagyságúak a növényen, az alsók általában kisebbek mint a felső levelek. A levéllemez sejtjei a levél tövén hosszúkásak, a többi sejt kisebb, kerekded, papillásak (sejtkitüremkedésekkel borított). A sporofiton felépítése eltér a lombosmohákétól, a seta nagyon rövid, pszeudopodium emeli ki a spóratokot a levelek közül és nem a seta. Perisztómiuma nincs, a tok 4 vagy több hosszanti hasítékkal nyílik fel. Lehetnek a fajok egy és kétlakiak is.

## Elterjedésük
A gránitmohák az egész Földön elterjedtek. Mészmentes, szilikát sziklákon élnek, jól tűrik az alacsony hőmérsékletet. Sok magashegységi fajuk van.

## Fajok
A nemzetségnek világszerte körülbelül 100 faja van, ebből Európában 10 található meg, Magyarországon egy fajuk ismert az Andreaea rupestris, de a környező magashegységekben (Alpok, Kárpátok) az itt felsorolt fajok megtalálhatóak:
- Andreaea crassinervia
- Andreaea heinemannii
- Andreaea nivalis
- Andreaea rothii
- Andreaea rupestris

## Internetes hivatkozások
- Tropico - Andreaea

- Catalouge of Life

## Fordítás
Ez a szócikk részben vagy egészben  az   Andreaea című német Wikipédia-szócikk ezen változatának fordításán alapul.  Az eredeti cikk szerkesztőit annak laptörténete sorolja fel. Ez a jelzés csupán a megfogalmazás eredetét és a szerzői jogokat jelzi, nem szolgál a cikkben szereplő információk forrásmegjelöléseként.